# Архиерейский сад
Детский парк имени Свердлова (Архиерейский сад) — городской парк Нижнего Новгорода. Расположен в Нижегородском районе, ул. Пискунова, 40. Старейший парк города.

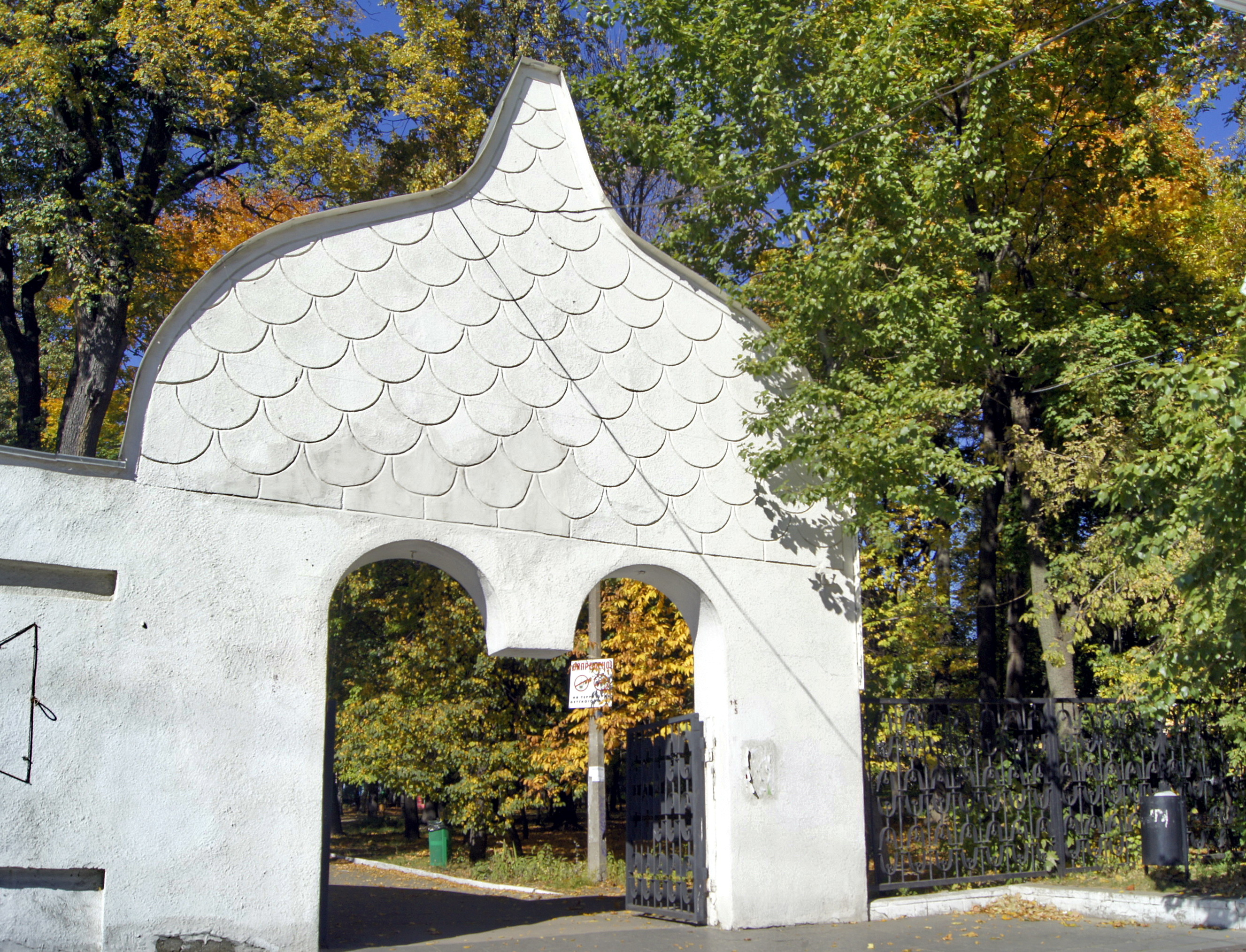
Вход в сад

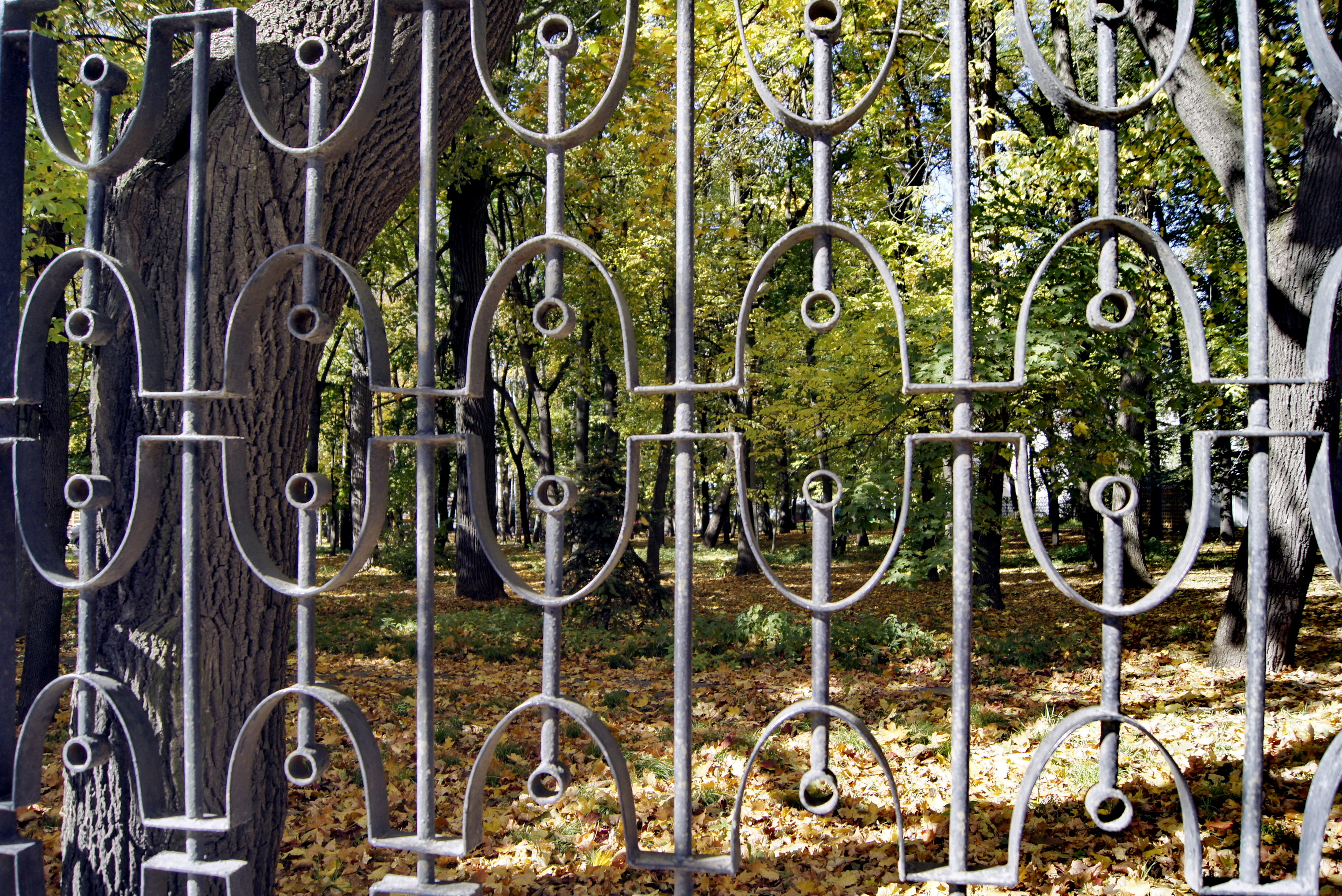
Ограда сада с улицы Пискунова

Территория имеет форму неправильного многоугольника площадью 2,23 га. Территория разделена ограждением на две части. Часть, прилегающая к ул. Пискунова, площадью 1,54 га находится в управлении ООО «Торнадо» и является общедоступной. Другая, площадью 0,64 га, расположена к западу и занята под теннисные корты. Эта часть арендуется «Лаун-Теннис клуб Юнион Спорт» и закрыта для свободного посещения.
Сохранилась ценная историческая планировка парка, реликтовые деревья: вяз, клён платановидный, многочисленные липы. В XVII веке по восточному краю парка проходил древний земляной вал, остатки которого сохранились на северо-востоке парка, вдоль ул. Пискунова.

## История
Устроен в 1706 году нижегородским митрополитом Исаией при своём домовом Иоанновском монастыре, основанном тогда же.
Разделенный деревянной стеной с проездом на семинарскую и архиерейскую части сад развивался достаточно изолировано. По плану города 1784—1787 годов через сад как продолжение Большой Печёрской улицы проектировалась проезжая дорога к Нижегородскому кремлю, но к 1804 году она была ликвидирована.
В середине XIX века на главных проездах к архиерейской резиденции с Жуковской (ныне — Минина) и Осыпной (ныне Пискунова) улиц были возведены каменные ворота. В 1960-е годы ворота на углу Большой Печерской и Пискунова были снесены.
При советской власти территория сада была перепланирована под детский парк. Парку было присвоено имя Якова Михайловича Свердлова. Территория сада несколько сократилась из-за частичной застройки его территории.
В 1970-х годах сад был реконструирована по проекту архитектора В. В. Баулиной. На территории сада работал летний кинотеатр, детская библиотека, кукольный театр, аттракционы, предоставлялись в прокат педальные машины. Имелось кафе с росписями по сказке «Конёк-горбунок», в дополнение к ним в парке были установлены вырезанные из дерева парковые скульптуры сказочных персонажей. В зимнее время на главной аллее сооружались самые большие в городе ледяные горки.
На территории сохранился бывший архиерейский дом, в советское время надстроенный, и здание бывшей архиерейской Крестовой церкви.
В 2006 году сад был благоустроен по договору с ООО «Торнадо» — выполнен ремонт входной группы, сцены, парковых дорожек, установлены скамейки, урны, разбиты цветочные клумбы и обустроена детская площадка. Однако проведённые работы вызвали нарекания городских властей. В свою очередь арендатор высказывал претензии застройщикам окружающих сад территорий